# ديف سوزوكي
ديف سوزوكي (بالإنجليزية: Dave Suzuki)‏ هو موسيقي أمريكي، ولد في 8 فبراير 1972 في لاس فيغاس في الولايات المتحدة.